# Xuân Long, Đồng Xuân
Xuân Long là một xã thuộc huyện Đồng Xuân, tỉnh Phú Yên, Việt Nam.

## Địa lý
Xã Xuân Long có diện tích 72,71 km², dân số năm 1999 là 2.033 người, mật độ dân số đạt 28 người/km².

## Hành chính
Xã Xuân Long được chia thành 4 thôn: Long Hòa , Long Mỹ , Long Nguyên và Long Thạch